# NGC 4320
NGC 4320 је спирална галаксија у сазвежђу Девица која се налази на NGC листи објеката дубоког неба.
Деклинација објекта је + 10° 32' 57" а ректасцензија 12h 22m 57,8s. Привидна величина (магнитуда) објекта NGC 4320 износи 14,0 а фотографска магнитуда 14,8. NGC 4320 је још познат и под ознакама UGC 7452, MCG 2-32-18, CGCG 70-36, IRAS 12204+1049, VCC 599, 8ZW 184, NPM1G +10.0297, PGC 40160.